# Giulio Rossi (calciatore 1912)
Giulio Rossi (Locate di Triulzi, 12 aprile 1912 – 21 aprile 1974) è stato un calciatore italiano, di ruolo interno.

## Carriera
Gioca sei stagioni con il Milan, l'esordio in Serie A lo compie nel derby di ritorno del primo campionato di Serie A il 13 aprile 1930 nella partita Ambrosiana Inter-Milan (2-0), nella sua carriera disputa oltre cento partite del massimo campionato e realizza 15 reti. Chiude la sua lunga carriera a Cremona.

## Palmarès

### Club

#### Competizioni nazionali
- Serie C: 1

Cremonese: 1941-1942